# Troglohyphantes gregori
Troglohyphantes gregori är en spindelart som först beskrevs av Miller 1947.  Troglohyphantes gregori ingår i släktet Troglohyphantes och familjen täckvävarspindlar. Inga underarter finns listade i Catalogue of Life.